# Torres del Carrizal
Torres del Carrizal és un municipi de la província de Zamora a la comunitat autònoma de Castella i Lleó.

## Demografia
| 1991 | 1996 | 2001 | 2004 |
| ---- | ---- | ---- | ---- |
| 566  | 555  | 500  | 501  |